# Lyons (Oregon)
Lyons az Amerikai Egyesült Államok északnyugati részén, Oregon állam Linn megyéjében helyezkedik el. A 2010. évi népszámláláskor 1161 lakosa volt. A város területe 2,28 km², melyből 0,03 km² vízi.
A település Oregon népességének központja.

## Éghajlat
A város éghajlata a Köppen-skála szerint mediterrán (Csb-vel jelölve). A legcsapadékosabb a november–december, a legszárazabb pedig a július–augusztus közötti időszak. A legmelegebb hónap július és augusztus, a leghidegebb pedig december.
| Hónap                         | Jan.  | Feb.  | Már.  | Ápr. | Máj. | Jún. | Júl. | Aug. | Szep. | Okt. | Nov.  | Dec.  | Év    |
| ----------------------------- | ----- | ----- | ----- | ---- | ---- | ---- | ---- | ---- | ----- | ---- | ----- | ----- | ----- |
| Rekord max. hőmérséklet (°C)  | 22,2  | 23,9  | 26,7  | 29,4 | 35,6 | 36,7 | 38,3 | 39,4 | 36,7  | 31,7 | 22,2  | 23,9  | 39,4  |
| Átlagos max. hőmérséklet (°C) | 5,6   | 7,2   | 9,4   | 12,2 | 16,1 | 18,9 | 23,3 | 23,3 | 20,0  | 13,3 | 7,8   | 4,4   | 13,5  |
| Átlaghőmérséklet (°C)         | 3,1   | 3,6   | 5,3   | 7,5  | 10,6 | 13,4 | 16,4 | 16,4 | 13,6  | 8,9  | 5,0   | 2,2   | 8,9   |
| Átlagos min. hőmérséklet (°C) | 0,6   | 0,0   | 1,1   | 2,8  | 5,0  | 7,8  | 9,4  | 9,4  | 7,2   | 4,4  | 2,2   | 0,0   | 4,2   |
| Rekord min. hőmérséklet (°C)  | −20,0 | −16,1 | −12,2 | −7,2 | −5,6 | −1,1 | 0,0  | −1,1 | −5,0  | −7,8 | −16,7 | −22,8 | −22,8 |
| Átl. csapadékmennyiség (mm)   | 246   | 216   | 209   | 172  | 122  | 80   | 27   | 22   | 48    | 131  | 264   | 286   | 1823  |
| Forrás: The Weather Channel   |       |       |       |      |      |      |      |      |       |      |       |       |       |

## Népesség

### 2010
A 2010-es népszámláláskor a városnak 1161 lakója, 444 háztartása és 332 családja volt. A népsűrűség 464,4 fő/km2. A lakóegységek száma 475, sűrűségük 211,1 db/km2. A lakosok 91,4%-a fehér, 0,4%-a afroamerikai, 1,5%-a indián, 1,1%-a ázsiai, 0,4%-a a Csendes-óceáni szigetekről származik, 2%-a egyéb, 3,2%-a pedig kettő vagy több etnikumú. A spanyol vagy latino származásúak aránya 4,5% (3,3% mexikói, 0,3% Puerto Ricó-i,  0,9% egyéb spanyol vagy latino származású.)
A háztartások 29,7%-ában élt 18 évnél fiatalabb. 64% házas, 5,6% egyedülálló nő, 5,2% egyedülálló férfi, 25,2% pedig nem család. 16,4% egyedül élt; 7,2%-uk 65 éves vagy idősebb. Egy háztartásban átlagosan 2,61 személy élt; a családok átlagmérete 2,92 fő.
A medián életkor 44,7 év volt. A város lakóinak 21,8%-a 18 évesnél fiatalabb, 6,5% 18 és 24 év közötti, 21,9%-uk 25 és 44 év közötti, 34%-uk 45 és 64 év közötti, 15,7%-uk pedig 65 éves vagy idősebb. A lakosok 51%-a férfi, 49%-a pedig nő.

### 2000
A 2000-es népszámláláskor  a városnak 1008 lakója, 372 háztartása és 296 családja volt. A népsűrűség 448 fő/km2. A lakóegységek száma 395, sűrűségük 175,6 db/km2. A lakosok 93,06%-a fehér,  1,79%-a indián, 0,2%-a ázsiai, 0,2%-a a Csendes-óceáni szigetekről származik, 0,79%-a egyéb-, 3,97%-a pedig kettő vagy több etnikumú. A spanyol vagy latino származásúak aránya 1,69% (1,1% mexikói,   0,6% pedig egyéb spanyol/latino származású.)
A háztartások 31,7%-ában élt 18 évnél fiatalabb. 66,4% házas, 7,8% egyedülálló nő; 20,4% pedig nem család. 14% egyedül élt; 4,8%-uk 65 éves vagy idősebb. Egy háztartásban átlagosan 2,71 személy élt; a családok átlagmérete 2,94 fő.
A város lakóinak 25,8%-a 18 évesnél fiatalabb, 7,7% 18 és 24 év közötti, 25,3%-uk 25 és 44 év közötti, 28,4%-uk 45 és 64 év közötti, 12,8%-uk pedig 65 éves vagy idősebb. A medián életkor 39 év volt. Minden 100 nőre 100,8 férfi jut; a 18 évnél idősebb nőknél ez az arány 99,5.
A háztartások medián bevétele 40 368 amerikai dollár, ez az érték családoknál $45 875. A férfiak medián keresete $34 286, míg a nőké $22 083. A város egy főre jutó bevétele (PCI) $15 628. A családok 9,3%-a, a teljes népesség 1,7%-a élt létminimum alatt; a 18 év alattiaknál ez a szám 14,1%, a 65 évnél idősebbeknél pedig 15,2%.

## Fordítás
Ez a szócikk részben vagy egészben  a   Lyons, Oregon című angol Wikipédia-szócikk ezen változatának fordításán alapul.  Az eredeti cikk szerkesztőit annak laptörténete sorolja fel. Ez a jelzés csupán a megfogalmazás eredetét és a szerzői jogokat jelzi, nem szolgál a cikkben szereplő információk forrásmegjelöléseként.